# Rally Cataluña de 1989
El Rally Cataluña de 1989, oficialmente 25.º Rallye Catalunya-Costa Brava, fue la edición 25.º, la segunda ronda de la temporada 1989 del Campeonato de Europa de Rally y la primera de la temporada 1989 del Campeonato de España de Rally. Se celebró entre del 9 al 11 de febrero de ese año en las cercanías de Lloret de Mar y contó con veintinueve tramos mixtos (asfalto y tierra) que sumaban un total de 419.31 km km cronometrados.
El ganador fue el francés Yves Loubet de la escudería H.F. Grifone a bordo de un Lancia Delta Integrale. Segundo fue el belga Robert Droogmans con un Ford Sierra RS Cosworth y tercero Piero Liatti con otro Lancia Delta.

## Clasificación final
| Pos.                 | Piloto             | Copiloto                | Automóvil               | Tiempo  | Diferencia |
| General              | General            | General                 | General                 | General | General    |
| -------------------- | ------------------ | ----------------------- | ----------------------- | ------- | ---------- |
| 1.                   | Yves Loubet        | Jean-Marc Andrié        | Lancia Delta Integrale  | 5:27.58 | 0.0        |
| 2.                   | Robert Droogmans   | Ronny Joosten           | Ford Sierra RS Cosworth | 5:30.50 | +2.52      |
| 3.                   | Piero Liatti       | Maurizio Imerito        | Lancia Delta Integrale  | 5:31.03 | +3.05      |
| 4.                   | Jesús Puras        | Tomás Aguado            | Ford Sierra RS Cosworth | 5:34.52 | +6.54      |
| 5.                   | Paolo Alessandrini | Alessandro Alessandrini | Lancia Delta Integrale  | 5:35.37 | +7.39      |
| 6.                   | Romeo Deila        | Claudio Giachino        | Lancia Delta Integrale  | 5:37.57 | +9.59      |
| 7.                   | Josep Bassas       | Antonio Rodríguez       | BMW M3                  | 5:40.01 | +12.03     |
| 8.                   | Beny Fernández     | José Luis Salas         | Opel Kadett GSI         | 5:44.12 | +16.14     |
| 9.                   | Borja Moratal      | Alfredo Rodríguez       | Opel Kadett GSI         | 5:45.07 | +17.09     |
| 10.                  | Mía Bardolet       | Josep Autet             | Ford Sierra RS Cosworth | 5:46.00 | +18.02     |
| Campeonato de España |                    |                         |                         |         |            |
| 1. (4.)              | Jesús Puras        | Tomás Aguado            | Ford Sierra RS Cosworth | 5:34.52 | 0.0        |
| 2. (7.)              | Josep Bassas       | Antonio Rodríguez       | BMW M3                  | 5:40.01 | +5:09      |
| 3. (8.)              | Beny Fernández     | José Luis Salas         | Opel Kadett GSI         | 5:44.12 | +9:20      |
| 4. (9.)              | Borja Moratal      | Alfredo Rodríguez       | Opel Kadett GSI         | 5:45.07 | +10:15     |
| 5. (10.)             | Mía Bardolet       | Josep Autet             | Ford Sierra RS Cosworth | 5:46.00 | +11:08     |

| Predecesor: Artic Rally 1989 | ERC 1989 | Sucesor: Boucles de Spa 1989 |